# ナンシー・ストーキー
ナンシー・ローラ・ストーキー（Nancy Laura Stokey、1950年 - ）は、アメリカ合衆国の経済学者。シカゴ大学教授。成長論、動的計画論についての研究を行っている。ロバート・ルーカスは彼女の夫である。

## 経歴
- 1972年 ペンシルベニア大学を経済学で卒業する（B.A.）。
- 1978年 ハーバード大学でPh.Dを得る（ケネス・アローに指導を受ける）。
- 1978年～1982年　ノースウェスタン大学の助教授となる。
- 1982年～1983年　ノースウェスタン大学の准教授となる。
- 1983年～1987年　ノースウェスタン大学の教授となる。
- 1987年～1989年　ノースウェスタン大学ケロッグ経営大学院の経営経済学決定科学部の学部長となる。
- 1988年～1990年　ノースウェスタン大学の教授（Harold L. Stuart Professor of Managerial Economics）となる。
- 1990年～1996年　シカゴ大学の経済学教授となる。
- 1996年～1997年　アメリカ経済学会副会長となる。
- 1997年～2004年　シカゴ大学の教授（Frederick Henry Prince Professor of Economics）となる。
- 2004年～現在　シカゴ大学の卓越したサービス教授（Distinguished Service Professor）となる。

## 活動
- 1988年　計量経済学会のフェローとなる（1996年～1998年、1999年～2001年　評議会。2008年　任命委員会）。
- 1993年　アメリカ芸術科学アカデミーのフェローとなる。
- 1996年～1997年　アメリカ経済学会の副会長を務める。
- 2004年　米国科学アカデミーのメンバーとなる。

## 業績
- ストーキーは、経済成長と開発における分野で重要な研究を公刊している。それらは、経済史の論文である「'英国産業革命の量的モデル：1780年-1850年', 2001年」と、計量経済学の論文であるフェルナンド・アルバレスと共同執筆の「'同次関数（Homogeneous Functions）によるダイナミック・プログラミング', 1998年」である。
- 彼女は、ポール・ミルグロムと、ノー取引定理（金融経済学の前提である直観に反した開発）の共同開発者である。
- ロバート・ルーカスとエドワード・プレスコットと共同執筆で、経済研究者と大学院生によって広く使われている経済ダイナミックスにおける帰納的方法の本を公刊している。

## 著作
- The Economics of Inaction, Princeton University Press, 2008.
- Recursive Methods in Economic Dynamics, with Robert E. Lucas, Jr. and Edward C. Prescott, Harvard University Press, 1989.